# Murtede
Murtede es una freguesia portuguesa del concelho de Cantanhede, con 20,27 km² de superficie y 1.530 habitantes (2001). Su densidad de población es de 75,5 hab/km².